# 庁南城
庁南城（ちょうなんじょう）は、千葉県長生郡長南町長南にあった日本の城。

## 概要
長南の地は、もともと上総平氏の血を引く長南氏の領するところだったと推測され、天台宗の檀林として房総天台を総管した長福寿寺の旦那でもあった。
庁南城は、康正2年（1456年）に武田信長が上総の守護職となって、真里谷城とともに築いたと言われている。後に、子孫が二城を守って、上総の大半を領した。その後、庁南城は、館山城主・里見氏とともに房総における新興勢力として登場し、武田信長の孫・道信、宗信、吉信、清信、豊信と5代に渡って引き継がれた。
天正18年（1590年）、庁南城は徳川家康の四天王・本多忠勝の軍勢に攻められて廃城となった。
落城の際、武田豊信は敵の矢に当たって重症を負い、落命したと言われているが、豊信の子・氏信の一族は乱戦のなか家人らに助けられて生き延び、山内村（現・長南町山内）まで逃れて、以後ここで隠棲した。

## 構造
一番高いところは、約20坪の平地となっており、「太鼓森」「太鼓台」と称している。次に高いところに、城の鎮守である妙見社があり、境内から東南方向への眺望がきく。また、「中城」と称するところは、現在の町並みから水田を挟んで南北に連なる丘陵上にあり、二の丸に相当する。「大城」と呼ばれているところは、三の丸に当たり、武器庫・米蔵をはじめ、重臣たちの館が並んでいたと推測されている。

## アクセス
- JR外房線　茂原駅などから小湊鉄道バス　愛宕町下車